# Trochosa ochracea
Trochosa ochracea är en spindelart som först beskrevs av Ludwig Carl Christian Koch 1856.  Trochosa ochracea ingår i släktet Trochosa och familjen vargspindlar.
Artens utbredningsområde är Spanien. Inga underarter finns listade i Catalogue of Life.